# Любов на покрива
Любов на покрива (на турски: Çatı Katı Aşk) e турски романтичен сериал, излъчващ се премиерно през 2020 г.

## Актьорски състав
- Фуркан Андъч – Атеш Авджъ
- Селин Шекерджи – Ширин Четин
- Езги Шенлер – Айшен Йълмаз
- Ийт Киразджъ – Демир Йълмаз
- Нилай Дениз – Ясемин Четин
- Ренан Билек – Джелял Йълмаз
- Тюлай Гюнал – Перихан Йълмаз
- Ерхан Язъджъоолу – Асаф Авджъ
- Ебру Айкач – Гюрлиз Авджъ
- Бурак Тамдоган – Емин
- Пелин Йозтекин – Сюхейла Дурмаз
- Бюлент Сейран – Шуайп Дурмаз
- Бедиа Енер – Саадет Йълмаз
- Мехтап Алтунок – Шенай Караджа
- Баръш Ташкън – Емлакчъ Мухсин